# Lijst van Disney Channel Original Series
Disney Channel is bekend van zijn Original Series. Dit is een lijst van die series. Series die niet langer meer op televisie zijn, zijn gemarkeerd met een * (aan het einde). Alleen series met een bevestigde uitzenddatum staan in de lijst.

## Disney Channel Series
Hieronder volgen de Disney Channel Original Series uitgezonden tussen 1983 en 1998.

### 1983
- Good Morning, Mickey! (1983) *
- Welcome to Pooh Corner (1983-1987) *
- Contraption (1983) *
- Donald Duck Presents (1983) *

### 1984
- D-TV (1984-1999) *

### 1985
- Dumbo's Circus (1985-1989) *

### 1986
- Kids Incorporated (1986-1993) *

### 1988
- Good Morning, Miss Bliss (1988-1989) *

### 1989
- Mickey Mouse Club (1989-1996) *

### 1991
- Adventures in Wonderland (1991-1995) *

### 1993
- Boy Meets World (1993-2000) *

### 1996
- Quack Pack (1996) *

### 1997
- Flash Forward (1997-1999) *

## Disney Channel Original Series

### 1998
- The Famous Jett Jackson (1998-2001) *
- Bug Juice (1998-2001) *

### 1999
- So Weird (1999-2001) *
- The Jersey (1999-2003) *

### 2000
- Even Stevens (2000-2003) *
- In a Heartbeat (2000-2001) *
- Totally Circus (2000) *

### 2001
- Lizzie McGuire (2001-2004) *
- The Proud Family (2001-2005)
- Totally Hoops (2001) *

### 2002
- Kim Possible (2002-2007)
- Totally in Tune (2002) *

### 2003
- That's So Raven (2003-2007)
- Lilo & Stitch: The Series (2003-2006)

### 2004
- Dave the Barbarian (2004-2005)
- Phil of the Future (2004-2006)
- Brandy & Mr. Whiskers (2004-2006)

### 2005
- American Dragon: Jake Long (2005-2007)
- The Suite Life of Zack & Cody (2005-2008)
- The Buzz on Maggie (2005-2006)

### 2006
- The Emperor's New School (2006-2008)
- Hannah Montana (2006-2011)
- The Replacements (2006-2009)

### 2007
- Cory in the House (2007-2008)
- Wizards of Waverly Place (2007-2012)

### 2008
- Phineas and Ferb (2008-2015)
- The Suite Life on Deck (2008-2011)

### 2009
- Sonny with a Chance (2009-2011)
- J.O.N.A.S. (2009-2010)

### 2010
- Good Luck Charlie (2010-2014)
- Shake It Up (2010-2013)
- Fish Hooks (2010-2014)

### 2011
- My Babysitter's a Vampire (2011-2012)
- A.N.T. Farm (2011-2014)
- So Random! (2011-2012)
- PrankStars (2011-2012)
- Jessie (2011-2015)
- Austin & Ally (2011-2016)
- Take Two with Phineas and Ferb (2011)
- Kickin it (2011-2015)

### 2012
- Code 9 (2012-2012)
- Dog with a Blog (2012-2015)
- Gravity Falls (2012-2016)

### 2013
- Liv and Maddie (2013-2017)
- Violetta (2012-2015)
- Mickey Mouse shorts (2013-heden)
- Wander Over Yonder (2013-heden)

### 2014
- I didn't Do It (2014-2015)
- Girl Meets World (2014-2017)
- Binny en de geest (2014-2016)

### 2015
- The Evermoor Chronicles (2014-2017)
- K.C Undercover (2015-2018)
- Jonge Garde (2015-heden)
- Bunk'd (2015-heden)
- Alex & Co (2015-heden)

### 2016
- Best Friends Whenever (2015-2016)
- Soy Luna (2016-2018)
- Just Like Me (2016-heden)
- De Middelste van 7 (2016-2018)
- Elena of Avalor (2016-heden)
- Backstage (2016-heden)
- Bizaardvark (2016-2019)

## Disney Channel Short Shows

### 1998
- Movie Surfers (1998-heden)

### 2001
- Express Yourself (2001-heden)

### 2002
- Mike's Super Short Show (2002-2006) *

### 2003
- Disney 411 (2003-2006) *
- Play by Play

### 2006
- Shorty McShorts' Shorts (2006-On Hiatus)
- Minuscule (2006-heden)
- Disney Channel Games (2006-2008)
- Disney 365 (2006-heden)

### 2007
- Disney's Really Short Report (2007-heden)
- What's the Word? (2007-heden)
- Road To High School Musical 2 (2007)
- As the Bell Rings (2007-heden)
- 3 Minute Game Show (2007-2008)
- High School Musical: The Music in You (2007-2008)
- Pass the Plate (2007-heden)

### 2008
- Jonas Brothers: Living the Dream (mei 2008)

## Disney Channel Online Shows

### 2006
- Bug Juice (2006-2007)
- Totally in Tune (2006)

### 2007
- Totally Hoops (2007)
- D Concert: Disney Channel Concert Series (2007)
- London Tipton's Yay Me! (2007)[1]

## Playhouse Disney Original Series

### 1997
- Bear in the Big Blue House (1997-2007)

### 1998
- Rolie Polie Olie (1998-2001)
- Out of the Box (1998-2005)
- PB&J Otter (1998-2000)

### 2001
- Stanley (2001-2004)
- The Book of Pooh (2001-2002)

### 2003
- JoJo's Circus (2003-2007)
- Shanna's Show (2003-heden)

### 2004
- Higglytown Heroes (2004-2008)

### 2005
- Breakfast with Bear (2005-2006)
- Go, Baby! (2005-2006)
- Little Einsteins (2005-2009)
- Captain Carlos (2005-2006)
- Shane's Kindergarten Countdown (2005-heden)

### 2006
- Mickey Mouse Clubhouse (2006-heden)
- Handy Manny (2006-heden)
- Ooh, Aah and You (2006-2007)
- Dan Zanes House Party (2006-heden)
- Johnny and the Sprites (2006-2009)
- Lou and Lou: Safety Patrol (2006-heden)
- Choo-Choo Soul (2006-heden)

### 2007
- My Friends Tigger & Pooh
- Happy Monster Band
- Bunnytown

### 2008
- Imagination Movers (2008-heden)

### 2009
- Special Agent Oso (2009-heden)
- Where Is Warehouse Mouse? (2009-2010)
- Jungle Junction (2009-heden)

### 2010
- Chuggington (2010-heden)

## Disney Junior

### 2011
- Jake en de Nooitgedachtland Piraten  (2011)

### 2013
- Sofia het prinsesje  (2013)